# Romániai magyar földtani és földrajzi szakirodalom
A földtan és a földrajz az átfogó földtudomány (geonómia) két ága.
A földtan a Földdel, annak szilárd kérgével foglalkozik, történetiségét kutatva az őslények vizsgálata alapján. Tagolódása: ásványtan, kőzettan, őslénytan, történeti geológia, élettörténet, vízföldtan, geofizika, geokémia, dinamikus, alkalmazott és gazdasági földtan.
A földrajztudomány határtudományi jellegű a természet- és társadalomtudományok között. Ide tartozik az általános földrajzi szakirodalom, amely a szervetlen és szerves világgal mint az ember természetes környezetével és az ember környezetmódosító tevékenységével foglalkozik (analitikus földrajz), ágazati tudományai: a geomorfológia, hidrológia, meteorológia, életföldrajz, talajföldrajz, népesség- és településföldrajz, ill. ágazati gazdasági (politikai, történelmi) földrajz.
A regionális földrajzi szakirodalom a tájak természeti viszonyait vizsgálja és értelmezi, természeti és gazdasági földrajzi részre tagozódva. Az általános és a regionális együttese az integrált egységes táj értékelő (tájrajzi) szakirodalom, ezt a táj ősföldrajza, mai állapota, ökológiai adottsága, erőtartaléka, a táj jövője foglalkoztatja. A hazai magyar földtudományi szakemberek a két világháború között a Kolozsvárról Szegedre költözött Ferenc József Tudományegyetemen s az EME természettudományi szakosztályán intézményesített tudományos munkásságot folytatták tovább, részben az EME kereteiben, részben az EKE mint turista intézmény égisze alatt, többnyire műkedvelői alapon.
Cikkeik, közléseik ezen egyesületek folyóirataiban, így az Erdélyi Múzeum, a Múzeumi Füzetek s az Erdély hasábjain vagy a heti- és napisajtóban jelentek meg. A második világháború alatt ideiglenesen újra egyetemi szintre emelkedő földtani és földrajzi munkásság végleges intézményi kereteket csak a II. világháború után kapott, amikor is az új Bolyai Tudományegyetemen elkezdődött a hazai magyar szakemberek és szakírók kiképzése. Ez folytatódott az egyesített Babeș–Bolyai Tudományegyetemen s az országosan kialakult földtudományi intézmények nemzetiségi különbségek nélkül egységes fejlődési lehetőségeket biztosító kereteiben. Földtudományi szakíróink többsége mindenkor Erdély földtani-földrajzi feltárását tűzte ki célul maga elé.
Erdély földtani feltárásában úttörő munkát Koch Antal geológus végzett a 19. században megkezdett rendszeres ősföldrajzi, őslénytani, rétegtani, hegyszerkezeti, vulkanológiai tudományos kutató, leíró és népszerűsítő munkásságával. Tevékenységét olyan kiváló egyéniség folytatta, mint Szádeczky-Kardoss Gyula, akinek fő kutatási területe a Bihar-hegység és Gyalui-havasok, az Erdélyi-medence és a Kelemen-Hargita vulkáni vonulata volt; jelentős, munkát végzett a földgáz-feltárásokban is. A Kolozsvár környékén előforduló vulkáni tufákról írt monográfiája, a lejtők dinamikájáról adott közlése nagy jelentőségű. A második világháború után a bukaresti Állami Földtani Intézet munkatársa, több román nyelvű dolgozata itt jelent meg.
Az ásvány-kőzettani kutatások folytatója Balogh Ernő, aki a barlangkutatás terén is maradandót alkotott. Méltó utóda Imreh József, aki itthon és külföldön az üledékes cölesztinek keletkezéséről, az aragonit, a stroncianit, pirit, barit, galenit, kvarc, dolomit kristálytanáról, az erdélyi harmadkori üledékek geokémiájáról számos dolgozatot közölt. Román nyelvű kristálytani munkája nagyra becsült egyetemi tankönyv.
A vulkanológiai kutatások továbbfejlesztője, Török Zoltán, a Kelemen-Hargita vonulat genetikájával, térképezésével, ásvány-kőzettani részletes feltárásával tűnt fel. A vulkáni hegységek kutatásának eredeti módszertanát dolgozta ki; jelentősek az utóvulkáni jelenségek, ásványtani nyersanyag-lelőhelyek, ásványvízforrások tanulmányozásában elért eredményei is. Tanítványai, Treiber János és Götz Endre bevezették az ásványok minőségi meghatározásának termodifferenciális módszerét, elősegítve a hazai kaolin- és foszfortelepek megismerését s a bauxit földtanát.
Mind a kőzettan, mind a vulkanológia területén értékes szakközleményekkel jelentkezik az 1970-es évek óta Szakács Sándor geológus, akinek kutatásai a Keleti-Kárpátok vulkáni hegyvonulataira, az Erdélyi- és a Kárpát-medence, az Erdélyi Szigethegység, Észak-Dobrudzsa magmás kőzeteire és vulkáni jelenségeire terjednek ki.
Szádeczky-tanítványként, majd -munkatársként kezdte el tudományos pályafutását Tulogdi János. Szakmunkásságának témái: a karsztkutatás, a völgymorfológia, a források földrajza, a kirándulások módszertana, természetvédelem. Élete vége felé jelent meg tanítványaival, Balás Árpáddal és Madarász Antallal közösen szerkesztett Földrajzi kislexikon c. munkája (Kriterion Kézikönyvek 1976). A völgymorfológiai kutatások terén a Tulogdi-vonalat követi Tövissi József; folyóvölgyeink oldallejtőinek fejlődésével és jelenlegi állapotával, Olthévíz ősföldrajzi képével kapcsolatban végzett vizsgálatokat. Doktori értekezése – a Felső-Olt monográfiája – anyaggyűjtési szakaszában az elsők közt alkalmazta Romániában a földrajzi légifénykép-értelmezés módszereit; főmunkatársa az országban első földrajzi légifénykép-értelmező tankönyvnek.
A nyersanyagként is fontos üledékes kőzetek mikrofaunájának megismeréséhez járult hozzá Gábos Lajos munkássága. Az ősteknősök, szirének, puhatestű fajok, ősállattársulások és egyes ősállatcsoportok egyedfejlődési sorozatainak vizsgálata. Erdély negyedkori emlőseinek feltárása Fuchs Herman kutatási területe. A Kárpát-kanyar negyedkori ősemlős-faunájának megismerését Kovács Sándor sepsiszentgyörgyi muzeológus vitte előbbre. Őslénytani közlései voltak Dragomán Pál marosvásárhelyi muzeológusnak is.
A hazai sztratigráfiában és paleontológiában Mészáros Miklós munkássága jelentős. 1957-ben mintaszerű monográfiája jelent meg Északnyugat-Erdély paleogén üledékeinek puhatestű faunájáról; tervszerű vizsgálatokat végzett Délkelet-Európa krétakori és harmadkori kéregmozgásainak rétegtani következményeire vonatkozóan, s egész Európát és a szomszédos területeket is áttekintő következtetésekig jutott.
A talajföldrajz területén Incze Andorné sz. Osváth Jolán elsősorban a talajok agyagásványairól közölt több szaktanulmányt román és magyar nyelven. Talajgenetikai, talajföldrajzi és a lejtőmódosító folyamatokat érintő kérdésekről, valamint a talajok antropogén hatású módosulásairól Jakab Samu tudományos kutató publikált román és magyar nyelvű dolgozatokat.
Az Erdélyi-medence sóövezetének kutatója Nagy Lajos, aki mint a Román Földtani Intézet külső munkatársa jelentős eredményekkel járult hozzá a hazai sórétegek települési viszonyainak, keletkezési körülményeinek tisztázásához. A Román Népköztársaság geológiája c. alatt kétkötetes magyar nyelvű egyetemi tankönyve jelent meg (1958).
A sóstavak keletkezésének tisztázásához járult hozzá Marosi Pál hidrológus, az Arad-környék, Bánffyhunyadi-medence és a Râmnicu Sărat környéke mélységi vizeinek, a löszöknek és löszös rétegeknek elemző kutatója; jelentős szerepet vállalt Románia hidrogeológiai körzetesítésének munkálataiban is. A hidrológia területén vált ki Újvári József, akit könyvei (Folyók, tavak, tengerek, 1962; Geografia apelor României, 1972) és szaktanulmányai a nagy vízföldrajzi területi általánosítások szakemberévé avattak. Úttörő munkát végzett országunk víztartalékaival kapcsolatban a folyóhálózat tanulmányozása, a folyók vízmérlegének, vízjárásának és táplálásának, a tavak övezetesítésének területén; elsőnek közölte a Duna vízmérlegének és vízjárásának típustérképét s Románia vízrajzi (vízgazdálkodási) térképét. Az ország talajvizeivel és mélységi vizeivel kapcsolatos szakdolgozatai közül kiemelkedik az Erdélyi Mezőség vízellátására vonatkozó elképzelése.
A Székelyföld enciklopédista földrajztudósa volt Bányai János. Kiemelkedőek az utóvulkáni működés jelenségeinek részletes vizsgálati eredményei; jelentős borvízkutató és -térképező munkát végzett, A Magyar Autonóm Tartomány hasznosítható ásványi kincsei c. monográfiája (1957) távlatnyitó módon járult hozzá Románia erőtartalékainak megismeréséhez. A Görgény-Hargita vonulatnak, Kovászna megye északnyugati részének utóvulkáni jelenségeiről, a borvizekről és hévizekről Ipó László, Kisgyörgy Zoltán, Kristó András, Makfalvi Zoltán szakszerű írásai tudósítanak; Szőnyi Béla megírta az erdélyi fürdő-monográfiák sorozatában Borszék földrajzát.
A meteorológiai szakirodalom gazdagításához járult hozzá Grigercsik Jenő számos román és magyar nyelvű szakdolgozata s Gyakorlati meteorológia c. kötete (1958). Meteorológiai munkásságával jelentkezett Makkai Gergely és Péter Péter Marosvásárhelyről, Major Miklós Szilágynagyfaluból.
Mind a természet-, mind a gazdaságföldrajz tárgykörében kiváló szakember Incze Andor; munkásságának jellemzője a széles körű világgazdasági tájékozottság. Egyetemi tankönyvei (America de Nord, 1969; America Centrală, America de Sud, 1969) román nyelven jelentek meg. Az ágazati és regionális gazdaságföldrajz jeles művelője Molnár Jenő. Románia városi településeinek problémáival, az Erdélyi-medence mezőgazdasági földrajzával s általában a mezőgazdasági földrajz tipológiai elveivel, a turisztikai földrajz kérdéseivel, Kolozsvár elővárosi övezeteivel foglalkozott, egyetemi jegyzetében a világgazdaság primer szektorának földrajzát elemezte. Alkalmazott földrajzi kutatások Kolozs megyében c. doktori értekezése átfogó, analitikus bemutatás. Tanítványai és munkatársai közül Gazda László, Nagy Arisztid, Sófalvi Balázs, Sükösd Éva számottevő szakirodalmi munkásságot fejtett ki. Vofkori László székelyudvarhelyi tanár számos településföldrajzi, tudománytörténeti, szociográfiai és módszertani tanulmány szerzője.
A vidéken élő és saját tájukat tudományosan feldolgozó szakemberek közül kiemelkedik a nagykárolyi Benedek Zoltán, aki többek közt az orvosföldrajz kérdéseire is kitért; Binder Pál Brassóban, aki a történeti földrajz művelője; a Tulogdi-tanítvány Kónya Ádám Sepsiszentgyörgyön, a földtudományt építészettörténettel és néprajzzal kiegészítő földrajzi cikkek írója. Mind a földrajzi szakirodalom, mind az ismeretterjesztő irodalom számon tartja az idősebb és ifjabb Xántus János sokoldalú kutató és felvilágosító munkásságát. A földrajztanárok sorából többen a honismeret, a természetvédelem és a turistairodalom rendszeres ápolói, köztük Káli László.